# استار پرو
استار پرو (به انگلیسی: Star Perú) یک شرکت هواپیمایی با کد یاتا 2I است که در ۱ مه ۱۹۹۷ میلادی تأسیس شده‌است. دفتر مرکزی استار پرو در لیما، پرو واقع شده‌است و به ۸ مقصد، پرواز انجام می‌دهد.